# HMS Ambush (P418)
Pour les autres navires du même nom, voir HMS Ambush.
Le HMS Ambush (pennant number : P418) était un sous-marin britannique de classe Amphion de la Royal Navy. Il fut construit par Vickers-Armstrongs et lancé le 24 septembre 1945.
En 1948, il a participé aux essais du schnorchel. En 1951, il a entendu et décodé un message de détresse du HMS Affray, qui a coulé avec la perte totale de ses 75 membres d’équipage. En 1953, il a participé à la Revue de la flotte pour célébrer le couronnement de la reine Élisabeth II.

## Conception
Comme tous les sous-marins de classe Amphion, le HMS Ambush avait un déplacement de 1 360 tonnes à la surface et de 1 590 tonnes lorsqu’il était immergé. Il avait une longueur totale de 89,46 m, un maître-bau de 6,81 m et un tirant d'eau de 5,51 m. Le sous-marin était propulsé par deux moteurs diesel à huit cylindres Admiralty ML développant chacun une puissance de 2 150 ch (1 600 kW). Il possédait également quatre moteurs électriques, produisant chacun 625 ch (466 kW) qui entraînaient deux arbres d'hélice. Il pouvait transporter un maximum de 219 tonnes de gazole, mais il transportait habituellement entre 159 et 165 tonnes.
Le sous-marin avait une vitesse maximale de 18,5 nœuds (34,3 km/h) en surface et de 8 nœuds (15 km/h) en immersion. Lorsqu’il était immergé, il pouvait faire route à 3 nœuds (5,6 km/h) sur 90 milles marins (170 km) ou à 8 nœuds (15 km/h) sur 16 milles marins (30 km). Lorsqu’il était en surface, il pouvait parcourir 15200 milles marins (28 200 km) à 10 nœuds (19 km/h) ou 10500 milles marins (19 400 km) à 11 nœuds (20 km/h). Le HMS Ambush était équipé de dix tubes lance-torpilles de 21 pouces (533 mm), d’un canon naval QF de 4 pouces Mk XXIII, d’un canon de 20 mm Oerlikon et d’une mitrailleuse Vickers de .303 British. Ses tubes lance-torpilles étaient montés à la proue et la poupe, et il pouvait transporter vingt torpilles. Son effectif était de soixante et un membres d’équipage.

## Engagements
Lors de sa mise en service, le HMS Ambush rejoint la 3e flottille de sous-marins basée à Rothesay, en Écosse. Les premières années d’après-guerre ont vu la Royal Navy introduire le schnorchel (connu sous le nom de Snort en service britannique), avec un certain nombre d’essais effectués sur des opérations sous-marines prolongées utilisant le schnorchel dans diverses conditions météorologiques. Le HMS Ambush partit de Rothesay le 10 février 1948 pour une longue croisière en immersion dans les eaux arctiques, entre l’île Jan Mayen et l’île aux Ours. Le sous-marin a rencontré une violente tempête, qui l’a forcé à faire surface car il ne pouvait pas maintenir le contrôle de sa profondeur assez bien pour utiliser le schnorchel. Il est rentré à la base le 18 mars,.
Le HMS Ambush rejoint en novembre 1959 la 10e flottille de sous-marins basée à Singapour. Il reste basé en Extrême-Orient jusqu’au 25 juillet 1967.
Après sa mise hors service, il a été vendu à Thos W Ward et il est arrivé à Inverkeithing pour être démantelé le 5 juillet 1971.